# Zdeněk Adamec (atlet)
Zdeněk Adamec (* 9. ledna 1956, Mělník) je bývalý československý reprezentant, který jako první československý oštěpař překonal 90 m hranici v hodu oštěpem a ve své době patřil mezi světovou špičku.

## Život a první sportovní úspěchy
Nejprve se věnoval gymnastice a teprve mnohem později atletice. V roce 1972 se projevil jako talentovaný oštěpař. Po několikaměsíčním tréninku se překvapivě stal přeborníkem Československa mladšího dorostu v hodu oštěpem a současně překonal československý dorostenecký rekord.
V roce 1975 se stal členem atletického oddílu klubu Slavia VŠ Praha, kde ho trénoval Jiří Šimon. Od roku 1978 byl československým reprezentantem v hodu oštěpem a roce 1980 se v této disciplíně poprvé stal mistrem Československa. Tou dobou už závodil za Duklu Praha a při celostátní atletické lize družstev v květnu roku 1981 v Banské Bystrici vyhrál dobrým výkonem 81,88 m.

## Výrazné zlepšení výkonnosti (1983)
Nejlepší výkony v hodu oštěpem dosahoval Zdeněk Adamec po přestupu do oddílu atletiky TJ LIAZ Jablonec nad Nisou. Na celostátní atletické lize družstev počátkem června 1983 zvítězil dobrým výkonem 82,36 m. O několik dní později se ještě výrazně zlepšil. Dne 17. června 1983, při mezistátním utkání v rakouském Schwechatu, poprvé překonal československý rekord v hodu oštěpem, a to velmi dobrým výkonem 85,66 m. Týden na to se stal přeborníkem republiky, tentokrát výkonem 85,34 m. Díky těmto výkonům byl nominován na první Mistrovství světa v atletice v Helsinkách, které se konalo v srpnu roku 1983. Na mistrovství světa se výkonem 84,54 m probojoval z kvalifikace do finále. Ve finále však již nedokázal navázat na své předcházející výkony a hodem 81,30 m skončil na sedmém místě, přičemž jeho červnový rekord by mu stačil na stříbrnou medaili.

## Útoky na hranici 90m (1984)
Další výrazné zlepšení výkonnosti přišlo v následujícím roce. Dne 7. července 1984 se stal opět mistrem republiky v hodu oštěpem, a přitom v Ostravě vytvořil nový československý rekord výborným výkonem 89,14 m.
Roku 1984 se konaly Letní olympijské hry v Los Angeles, které bojkotovalo celkem 14 zemí, včetně bývalého Československa. Českoslovenští sportovci se tak nemohli olympiády zúčastnit, přestože řada z nich měla v letech 1983–1984 velmi dobrou formu. Bývalý Sovětský svaz uspořádal za účasti 49 zemí tzv. „alternativní olympiádu“, nazývanou Družba 84. Na olympiádě v Los Angeles byly v hodu oštěpem dosaženy nevýrazné výkony a finalisté zůstali daleko pod hranicí 90 m. Na Družbě v Moskvě měla soutěž oštěpařů podstatně vyšší úroveň. Zdeněk Adamec tam získal bronzovou medaili za hod 87,10 m, což byl lepší výkon než výkon olympijského vítěze v Los Angeles.
| Hod oštěpem (LOH 1984) | Hod oštěpem (LOH 1984) | Hod oštěpem (LOH 1984) | Hod oštěpem (Družba 84) | Hod oštěpem (Družba 84) |
| Pozice                 | Atlet                  | Výkon                  | Atlet                   | Výkon                   |
| ---------------------- | ---------------------- | ---------------------- | ----------------------- | ----------------------- |
| 1.                     | Arto Härkönen          | 86,76 m                | Uwe Hohn                | 94,44 m                 |
| 2.                     | Dave Ottley            | 85,74 m                | Detlef Michel           | 88,32 m                 |
| 3.                     | Kenth Eldebrink        | 83,72 m                | Zdeněk Adamec           | 87,10 m                 |

Na mítinku v Kolíně nad Rýnem dne 26. srpna 1984 potvrdil stabilní výkonnost a zvítězil hodem dlouhým 88,32 m. V útoku na 90m hranici, která znamenala vstup mezi světovou špičku, pokračoval v září. Na celostátní atletické lize družstev dne 22. září 1984 zase překonal československý rekord, tentokrát výkonem 89,86 m a nechal za sebou dalšího oštěpaře o více než 10 metrů. O týden později padla i 90 m hranice, protože dne 27. září 1984, se Adamcovi na atletických závodech v Lille ve Francii podařil další československý rekord 91,12 m. Tento výkon ho zařadil na osmé místo tabulek nejlepších světových výkonů v roce 1984.
| Pozice | Atlet              | Výkon    | Datum             | Místo       |
| ------ | ------------------ | -------- | ----------------- | ----------- |
| 1.     | Uwe Hohn           | 104,80 m | 20. července 1984 | Berlín      |
| 2.     | Detlef Michel      | 93,68 m  | 2. června 1984    | Erfurt      |
| 3.     | Duncan Atwood      | 93,44 m  | 18. června 1984   | Los Angeles |
| 4.     | Raimo Manninen     | 93,42 m  | 1. července 1984  | Phitipudas  |
| 5.     | Einar Vilhjálmsson | 92,94 m  | 6. dubna 1984     | Austin      |
| 8.     | Zdeněk Adamec      | 91,12 m  | 27. září 1984     | Lille       |

## Vrchol výkonnosti (1985)
V roce 1985 se Zdeněk Adamec zase zlepšil. Hned v zahajovacím kole celostátní atletické ligy v Praze dne 25. května 1985 opět překonal svůj vlastní československý rekord, a to hned dvakrát. Nejprve pátým pokusem hodil 91,70 m, potom šestým pokusem 92,94 m a nechal tak za sebou druhého závodníka v pořadí o cca 10 metrů.
Svůj výkon potvrdil i ve druhém kole celostátní atletické ligy v Praze dne 4. června 1985, když zase překonal devadesátimetrovou hranici, nyní hodem 92,60 m. V srpnu se stal opět mistrem Československa, když dne 11. srpna 1984 v Praze hodil 88,26 m. Druhý oštěpař zůstal zpět o cca osm metrů. Ve finále A (Super liga) Evropského poháru v atletice dne 17. srpna 1985 v Moskvě získal Zdeněk Adamec bronzovou medaili v hodu oštěpem za výkon 86,08 m.
Nejlepší výkon Zdeňka Adamce dosažený v roce 1985, tedy 92,94 m, ho zařadil na páté místo tabulek nejlepších světových výkonů v hodu oštěpem za tento rok.
| Pozice | Atlet            | Výkon   | Datum             | Místo    |
| ------ | ---------------- | ------- | ----------------- | -------- |
| 1.     | Uwe Hohn         | 96,96 m | 6. října 1985     | Canberra |
| 2.     | Brian Crouser    | 95,10 m | 5. srpna 1985     | Eugene   |
| 3.     | Duncan Atwood    | 94,06 m | 26. července 1985 | Eugene   |
| 4.     | Viktor Jevsjukov | 93,70 m | 17. července 1985 | Kyjev    |
| 5.     | Zdeněk Adamec    | 92,94 m | 25. května 1985   | Praha    |

## Nový model oštěpu (1986)
Kvůli zkrácení dlouhých hodů – Uwe Hohn v roce 1984 ojedinělým výkonem hodil 104,80 m – bylo rozhodnuto, že těžiště atletického oštěpu bude posunuto o 4 centimetry. Nový model oštěpu se měl začít oficiálně používat od 1. dubna 1986. Někteří oštěpaři začali novým oštěpem házet již dříve. Ukázalo se, že délka hodů je výrazně slabší. Např. reprezentant USA Brian Crouser hodil v roce 1985 oštěpem 95,10 m a v březnu 1986 novým modelem oštěpu pouze 79,86 m.
Zdeněk Adamec několikrát vytvořil nový československý rekord i novým modelem oštěpu, ale jeho nejlepší výkon zůstal těsně pod hranicí 80 metrů. Dne 10. června 1987 na závodech Zlatá tretra v Ostravě (už v dresu Vítkovic) hodil 79,84 m. Tento výkon zůstal dodnes jeho osobním rekordem, dosaženým novým modelem oštěpu. Nový typ oštěpu pro něj znamenal ústup ze světové špičky. Jan Železný v rozhovoru řekl, že Zdeněk Adamec byl vynikající oštěpař se skvělým osobním rekordem starým oštěpem.

## Shrnutí
Kromě bronzových medailí z Evropského poháru v atletice a ze závodů Družba 84 Zdeněk Adamec získal celkem 5× titul mistra Československa v hodu oštěpem a 5x titul mistra České republiky v hodu oštěpem. Celkem 13× překonal československý rekord v hodu oštěpem, z toho 6× původním typem oštěpu a 7× novým typem oštěpu, používaným od 1. dubna 1986. Jako první československý oštěpař překonal v roce 1984 hranici 90 m. Celkem 16× reprezentoval Československo v mezistátních utkáních, z toho 2x v Evropském poháru v atletice.

## Tabulky nejlepších výkonů
Nejlepší výkony Zdeňka Adamce jsou z let 1984–1985 a pohybovaly se v rozmezí 88 metrů až cca 93 metrů. Celkem 3× překonal hranici 90 m (pokud se započítá z každých závodů jen nejdelší pokus).
| Rok   | 1985    | 1985    | 1984    | 1984    | 1984    | 1984    | 1985    | 1985    |
| Výkon | 92,94 m | 92,60 m | 91,12 m | 89,86 m | 89,14 m | 88,32 m | 88,26 m | 88,00 m |

V dlouhodobé tabulce nejlepších výkonů československých oštěpařů, dosažených oštěpem používaným do 31. března 1986, je Zdeněk Adamec na prvním místě.
| Pozice | Atlet         | Výkon   | Datum           | Místo      |
| ------ | ------------- | ------- | --------------- | ---------- |
| 1.     | Zdeněk Adamec | 92,94 m | 25. května 1985 | Praha      |
| 2.     | Tomáš Babiak  | 84,72 m | 2. května 1976  | Budapešť   |
| 3.     | Jan Železný   | 84,68 m | 18. května 1985 | Praha      |
| 4.     | Josef Hanák   | 82,74 m | 27. srpna 1977  | Ostrava    |
| 5.     | Jan Kolář     | 82,32 m | 15. června 1985 | Bratislava |